# Hispano-Suiza E-34
Hispano-Suiza E-34, později přejmenovaný na Hispano HS-34, byl španělský jednomotorový dvouplošník s tandemovým uspořádáním kokpitů navržený jako cvičný letoun pro základní výcvik. Španělské námořnictvo (Aeronáutica Naval) si objednalo výrobu 25 letounů tohoto typu. Vzhledem k občanské válce bylo dokončeno pouze pět letounů.

## Vznik a vývoj
K využití motoru Walter Junior španělským letectvem se víže jedna historka s ing. Antonínem Kumperou, generálním ředitelem A.S. Walter, zveřejněná ing. Jiřím Perglem, poválečným konstruktérem pístových motorů v jinonickém Motorletu v 50.-60. letech (citováno přesně, jak je uvedeno ve zdroji): "Když se po čwesa vypadla španělská vláda (republikánksá, bylo to na počátku třicátých let) konkuzz na motor o 150 koních pro cvičná létedla. Byl Kumpera na plese Aeroklubu. Dostavil se posel, který přinesl naléhavou zprávu. Kumpera okamžitě telefonoval do fabriky a vydal příkazy. (Bylo to možné, protože nebližší spolupracovnici bydleli ve fabrice a mnoho klíčových pracovníků si postavilo nad fabrikou svoje vily – ano, vily a to i dělníci!). Dodali nu na nádraží motor v bedně, potřebnou dokumentaci, kufr s oblečením přivezl motér (automobilový závodník Knapp, za mne vedoucí montáže). Který jel sebou. Když Kumpera přijel, Říkal stálo to moc peněz, ale  máme to v kapce. Waltrovácký Major zvítězil v konkurzu i proti původnímu motoru, který se účastnil také." (A.D.C. Cirrus?, de Havilland Gipsy Major?) 
K "dělnickým vilám" je nutná poznámka. U továrny Walter také byly dvě velké nouzové, dělnické kolonie od roku 1924 U Bulovky (též U Waltrovky) a U Tresorie (vznikla asi v 20. létech 20. století), obě v bezprostřední blízkosti továrny. V nedalekém okolí byly další kolonie Arizona (Na Vidouli v Jinonicích), Mexico (poblíž ulic Radlická a Mezi Lány) a Na Hliníku (poblíž vozovny Motol a hotelu Golf pod Lesoparkem Cibulka) v Košířích a Malvazinky (mezi ulicemi Na Pláni a K Vodojemu) na Smíchově.
V soutěži o vládní zakázku vyhlášenou v roce 1935 ministerstvem vojenského letectví (Aeronáutica Militar) na výrobu cvičných letounů se též účastnily letouny Adaro 1.E.7 Chirta, González Gil-Pazó GP-1 a Loring X. V podmínkách soutěže bylo stanoveno, že zúčastněná letadla, která budou vybrána do finále soutěže jako nejlépe vyhovující, musí být opatřena motory Walter Junior, ke kterým španělská vláda zakoupila od továrny Walter licenci. Z přihlášených prototypů, které se soutěže zúčastnily, vyhověly celkem tři podmínkám ministerstva. Jako první byl klasifikován samonosný dolnokřídlý jednoplošník González Gil-Pazó GP-1. Druhou cenu obdržel dvouplošník E-34, vyrobený továrnou Hispano-Suiza z Guadalajary a třetí cena připadla na dvouplošník Adaro Chirta inženýra De Adaro, šéfa Technického odboru pro civilní letectví. Všechna tato letadla byla podle stanovené podmínky opatřena motory Walter-Junior 120 k a těmito motory budou opatřena rovněž i sériová letadla.
Na počátku 30. let firma Walter vyexportovala do republikánského Španělska celkem osm řadových čtyřválců Walter Junior (105 k/77 kW). Ve všech případech šlo o pohonné jednotky určené pro sportovní a školní letouny, kterými mimo Hispano-Suiza E-34 také byly González Gil-Pazó GP-1, Adaro Chirta a Loring X. Další letouny těchto typů byly osazeny ve Španělsku licenčně vyráběnými motory Walter Junior, čehož se "ujala" firma Ateliers Elizalde S.A. z Barcelony. Tato firma před vypuknutím španělské občanské války vyrobila ca. 150 motorů označených jako Elizalde J4.
Letadlo E-34 navrhl ing. D. Vicente Roa Mirance.

## Popis letounu
Letoun E-34 byl jednomotorový dvoumístný vzpěrový dvouplošník s tandemovým uspořádáním kokpitů. Měl obě křídla stejného rozpětí a konstantního profilu. Křídla byla dřevěná konstrukce potažená tkaninou. Vzpěry mezi křídly byly ve tvaru písmene N a byly vyztuženy dráty. Horní křídlo bylo navíc podpíráno nad trupem párem menších vzpěr ve tvaru N. Střední část horního křídla měla v odtokové hraně velký výřez pro lepší viditelnost směrem nahoru. V této centrální části byla umístěna i palivová nádrž o objemu 100 l. Křidélka byla namontována pouze na spodní křídlo.
Trup E-34 měl pravoúhlý průřez vytvořený z ocelových trubek a uvnitř byl vyztužen dráty. Tandemové kokpity byly otevřené a chráněny před proudem vzduchu byly pouze malými plexisklovými štítky. Podvozek měl dvojici vnitřně odpružených hlavních kol s balonovými pneumatikami a ostruhou na zádi. Na krátké vzpěry pod trupem a dvě delší vedoucí až pod kokpit byla namontována dělená náprava.
Letadlo bylo velmi podobné britskému de Havillandu DH-82 „Tiger Moth".

## Operační historie
I když letoun E-34 nevyhrál zmíněnou soutěž Aeronáutica Militar, přesto si námořnictvo (Aeronáutica Naval) objednalo v srpnu 1935 výrobu 25 letounů, aby nahradil zastarávající letadla Avro 504K.
V roce 1935, před španělskou občanskou válkou, byl na mezinárodní letecké výstavě konané v barcelonském Montjuichu vystaven druhý prototyp s motorem Gipsy, novým podvozkem a se sloty Handley Page. Po restrukturalizaci republikánských ozbrojených sil v září 1936 bylo letectvo republikánského námořnictva sloučeno s vojenským letectvem. Na začátku občanské války byl dokončen pouze jeden letoun, zbytek byl dokončen během války. Hispano-Suiza přestěhovala v listopadu 1936 svoje výrobní provozy z Guadalajary (u Madridu) do Alicante (u letiště La Rabasa) na pobřeží středozemního moře (Baleárské moře), které patřilo do sféry vlivu republikánských sil. Námořní síly zůstaly loajální vůči republice. Celkem však bylo vyrobeno jen pět letounů. Po uspokojivém vyhodnocení námořními techniky a piloty na letecké základně San Javier Air Force Base (Murcia) byla těmto letounům přidělena imatrikulace EA-HGA až EA-HGE.
Pouze jeden E-34 přežil občanskou válku. Během války E-34 plnil styčné mise (průzkumný letoun) s červenými pruhy republikánského letectva. Na konci války byl v Alicante přeživší letoun frankisty "zajat". Po válce (v letech 1941-2) byl v Seville tento letoun opět zprovozněn s využitím repasovaných součástí z E-34 a osazen motorem Gipsy. Byl přejmenován na Hispano HS-34. Tento letoun byl potom využíván Aero Clubem Sevilla s civilní registrace ES-AFJ. V roce 1951 jej získal Aero Club Sabadell, který letoun o dva roky později prodal Aero Clubu v Granadě, kde byl provozován až do počátku 70. let. V roce 1973 byl tento letoun začleněn jako historický exponát ve španělském muzeu letectví a kosmonautiky.

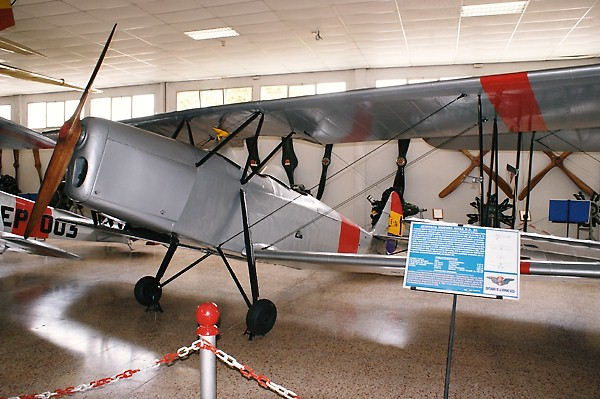
Hispano-Suiza HS-34 (ex E-34)

## Dochované exempláře
Letoun Hispano-Suiza HS-34 (EC-AFJ , ex E-34) je vystaven v muzeu letectví a kosmonautiky (Museo de Aeronáutica Y Astronáutica) v Madridu (Cuatro Vientos).

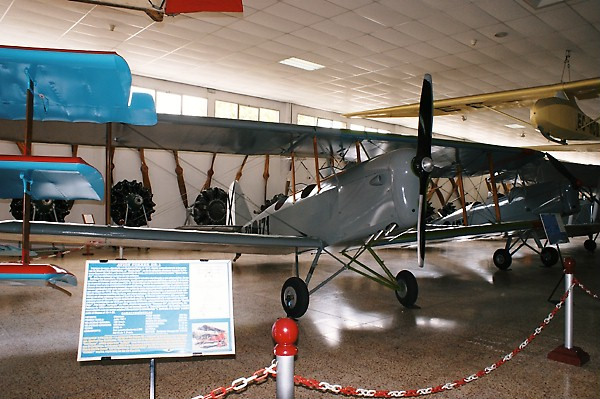
Hispano-Suiza HS-34 v Madridském muzeu

## Varianty
- E-34: základní varianta s motorem Walter Junior
- HS-34: mírně prodloužený letoun (o 6 cm) s motorem de Havilland Gipsy Major o výkonu 97 kW (130 k)

## Uživatelé
- Španělská republika (Druhá španělská republika)
  - Fuerzas Aéreas de la República Española
  - Španělské republikánské námořní letectvo (Aeronáutica Naval)
- Frankistické Španělsko
  - Španělské letectvo (Ejército del Aire)
  - Španělské aerokluby

## Specifikace
Údaje pro E-34 podle

### Technické údaje
- Osádka: 1 pilot
- Kapacita: 1 cestující nebo žák
- Rozpětí: 9,10 m
- Délka: 7,34 m
- Výška: 2,54 m
- Nosná plocha: 25,50 m2
- Plošné zatížení: kg/m2
- Prázdná hmotnost: 522 kg
- Vzletová hmotnost: 773 kg
- Pohonná jednotka: 1 × vzduchem chlazený invertní čtyřválcový řadový motor Walter Junior
- Výkon pohonné jednotky:
  - Nominální, jmenovitý výkon: 77,2 kW (105 k) při 2000 ot/min
  - Maximální, vzletový výkon: 88,2 kW (120 k) při 2200 ot/min
- Vrtule: dvoulistá, dřevěná s pevným nastavením

### Výkony
- Maximální rychlost: 170 km/h
- Cestovní rychlost: 130 km/h
- Přistávací rychlost: 65 km/h
- Dostup: 3 000 m
- Dolet: 350 km
- Stoupavost: 7 min do 1000 m